# ناحية مهران
ناحیة مهران (بالفارسية: بخش مهران) هي إحدى نواحي مقاطعة بندر لنجة في محافظة هرمزكان في إيران. وعاصمتها مدينة لمزان. أحصى التعداد الوطني لعام 2011 18662 شخصًا في 4479 أسرة. في آخر تعداد عام 2016، بلغ عدد سكان المنطقة 20321 نسمة في 5377 أسرة.
| التقسيمات الإدارية | 2011   | 2016   |
| ------------------ | ------ | ------ |
| طريق ديزجان        | 9,304  | 10,304 |
| طريق مهران         | 9,358  | 7,272  |
| لمزان              |        | 2,745  |
| المجموع            | 18,662 | 20,321 |
| RD: Rural District |        |        |